# Centre scientifique AHHAA
Le centre scientifique AHHAA (en estonien : SA Teaduskeskus AHHAA) est un musée scientifique à Tartu en Estonie.
AHHAA a été créé pour promouvoir la science et la technologie à l'aide d'expositions interactives

## Histoire
Ouvert le 1er septembre 1997, le centre de recherche en tant que projet de l'université de Tartu, est devenu une fondation fondée par la république d'Estonie, la ville de Tartu et l'Université de Tartu en 2004.
Dans les années 2008-2017, le cinéma d'expérience AHHAA 4D était situé au centre commercial du Sud (Ringtee tänav 75). 
Dans les années 2009-2013, AHHAA était situé place de la Liberté de Tallinn. 
Depuis mai 2011, le centre est installé au centre-ville de Tartu à l'adresse Sadama 1.

## Activités
La mission du Centre scientifique AHHAA est de fournir un environnement d'apprentissage intéressant et passionnant pour acquérir de nouvelles connaissances. L'objectif est de vulgariser la science et d'encourager les passionnés de science de tous âges à remarquer à quel point la vie quotidienne est intimement liée aux réalisations et aux inventions scientifiques.
La principale méthode d'enseignement consiste en des expositions interactives, qui sont soutenues par des installations supplémentaires telles qu'un planétarium, des ateliers, un théâtre scientifique, un environnement d'apprentissage AHHAA, du matériel pédagogique, etc. 
Le centre entretient des partenariats étroits avec des centres de recherche d'autres pays (Centre scientifique Heureka en Finlande, Experimentarium (da) au Danemark), des organisations internationales (ECSITE, NSCF (en), EUSEA, IPS), des musées scientifiques, des milieux universitaires (Université de Tartu) et des écoles de loisirs.

## Bâtiment
Le bâtiment du centre de recherche AHHAA est situé dans le centre-ville de Tartu, dans la zone située entre le centre aquatique Aura, la gare routière de Tartu, le Centre commercial Tasku et le centre commercial Zeppelin.
Le centre est à côté de la tour de l'escargot. 
Le bâtiment a été conçu par les architectes Vilen Künnapu et Ain Padrik. La construction a commencé à l'été 2008 et s'est terminée fin 2010. La superficie totale du bâtiment central est de 11 156 m2 et son volume est supérieur à 54 000 m3.

### Salle de la technologie

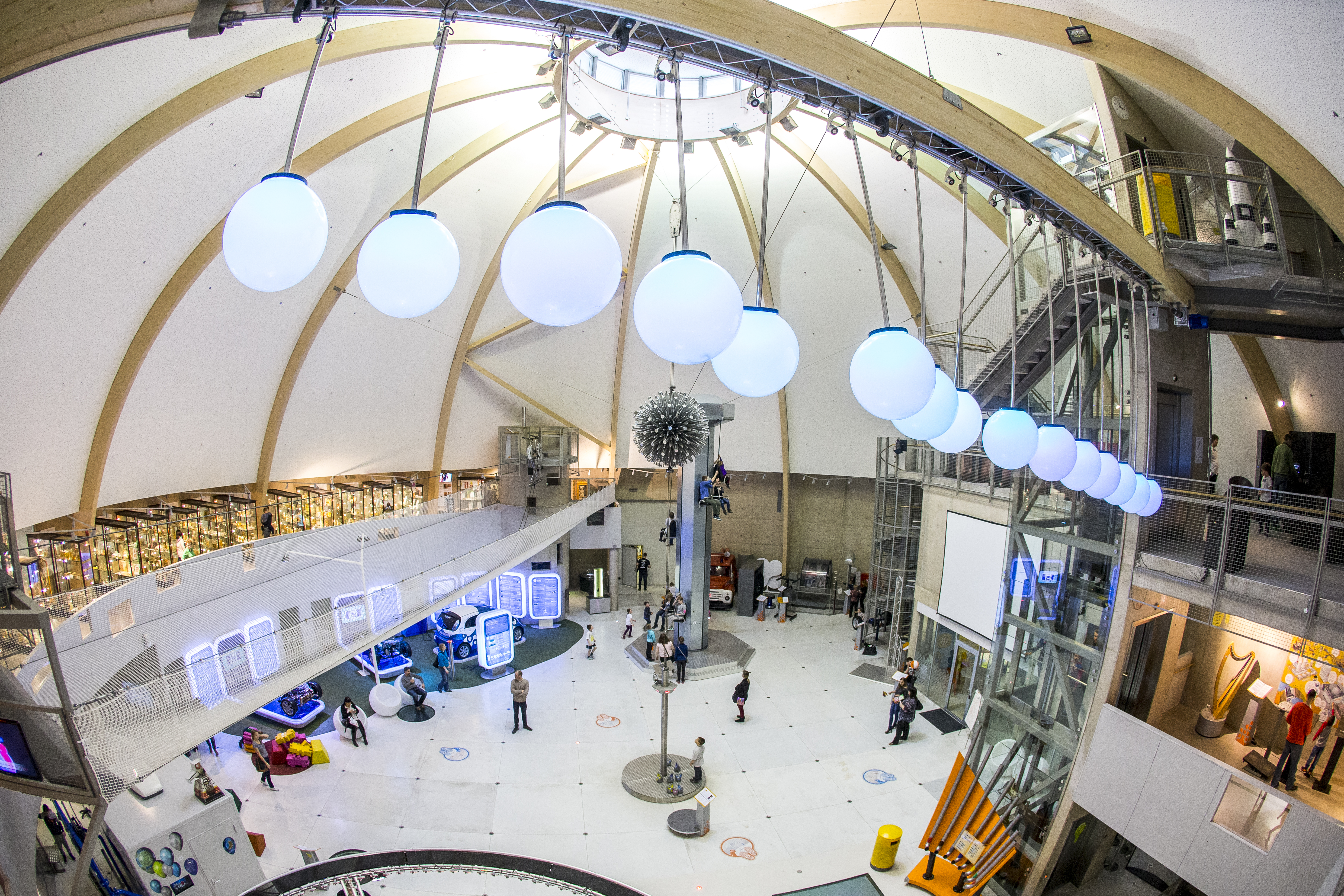
Salle de la technologie

Les expositions du hall de la technologie expose des réalisations technologiques qui ont facilité notre quotidien.
Les visiteurs peuvent explorer et tester par eux-mêmes le fonctionnement des lois de la physique : faire du vélo le long d'une corde, tourner dans un dispositif d'entraînement d'astronaute ressemblant à un tambour de machine à laver, découvrir les bras robotiques utilisés dans les usines automobiles et expérimenter des expositions d'ombres et de lumières.
Les collections médicales historiques de l'université de Tartu sont situées sur le balcon du 2ème étage de la salle de technologie, dont les expositions les plus anciennes remontent à 1803.
Sur le 3ème balcon, il y a une exposition mathématique « Ahhaa, kubis! », où le visiteur peut approfondir ses connaissances sur la théorie des probabilités, résoudre des énigmes numériques et découvrir le fonctionnement d'un pendule.

### Salle de la nature
Les expositions du salon attirent l'attention sur la façon dont tout dans la nature qui nous entoure est soumis à des lois spécifiques. 
Même les poissons, les hippocampes, les fourmis rousses des bois et les poussins, dont les activités peuvent être observées dans le salon. Dans le monde aquatique, vous pouvez construire des barrages, des canaux et des écluses et créer des jets d'eau.
La biologie, la physique, la science des matériaux et la géographie sont représentées dans le salon.

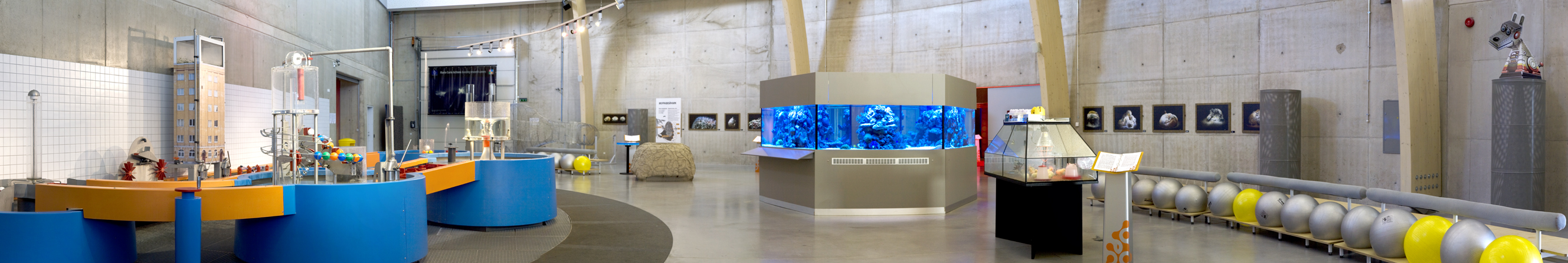
Salle de la nature

### Salle des expositions temporaires
La salle d'exposition temporaire abrite des expositions itinérantes que l'AHHAA loue ou élabore elle-même. Les expositions changent quelques fois par an.
Ainsi à partir du 5 juin 2020, l'exposition temporaire était « Ahhaa, les phobies ! », qui présentait les peurs communes.
En 2023, l'exposition temporaire présente les collections médicales de la Faculté de médecine de l’université de Tartu.

### Théâtre scientifique

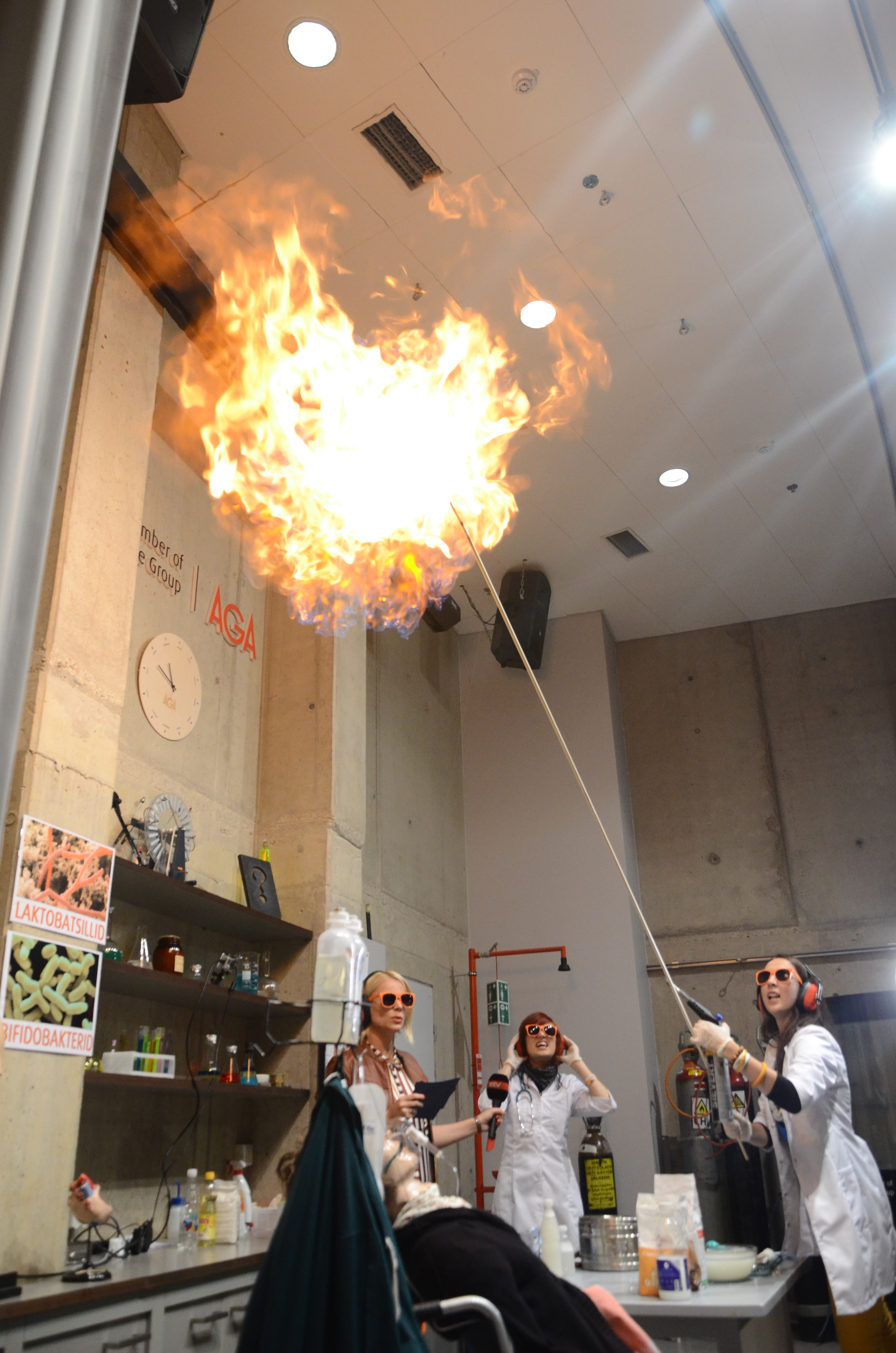
Théâtre scientifique

La salle du théâtre des sciences répond aux exigences de sûreté et de sécurité et est conçue pour montrer des explosions, expérimenter avec des gaz et effectuer des démonstrations nécessitant beaucoup d'espace.
Des spectacles sont organisés par des experts de différents domaines. Le théâtre scientifique traite de sujets de physique, chimie, biologie et psychologie. De plus, il y a des spectacles saisonniers comme à Noël ou à  Pâques.

### Planétarium
Le planétarium hybride à sphère complète, permet d'observer le ciel étoilé avec plus de 10 millions d'étoiles. Il existe à la fois un projecteur optique et un projecteur numérique, qui peuvent être utilisés ensemble ou séparément. 
En plus du plafond et des murs, l'image passe également par le sol, c'est pourquoi son en verre. Il existe peu de planétariums sphériques de ce type dans le monde, un exemple étant l' Hitachi Civic Center Planetarium  d’Ibaraki au Japon.